# ناثانيل ويليام تايلور
ناثانيل ويليام تايلور (بالإنجليزية: Nathaniel William Taylor)‏ هو عالم عقيدة أمريكي، ولد في 23 يونيو 1786 في نيو ميلفورد في الولايات المتحدة، وتوفي في 10 مارس 1858 في نيو هيفن في الولايات المتحدة.